# Xylocopa iris
Xylocopa iris (Christ, 1791) è un imenottero della famiglia Apidae.

## Descrizione
Simile a Xylocopa violacea ma più piccola.

## Distribuzione e habitat
La specie ha un areale mediterraneo.

È una delle 3 specie del genere Xylocopa presenti in Italia.

## Biologia
Nidifica in cavità degli steli di diverse specie tra cui Artemisia arborescens, Helianthus annuus, Angelica spp., Asphodelus spp., Carduus spp., Ferula spp. Il periodo di volo si estende da aprile a settembre. I maschi emergono dai nidi poco prima delle femmine.
È una specie oligolettica che si nutre principalmente del polline e del nettare di Apiaceae, Asteraceae e Fabaceae, con una particolare predilezione per Eryngium campestre .
X. iris è stata segnalata come insetto impollinatore di diverse specie di orchidee tra cui Ophrys sipontensis, Ophrys sphegodes e Serapias lingua .

## Tassonomia
Oltre alla nominale (X. iris iris) sono state descritte le seguenti sottospecie: 
- X. iris cupripennis - presente in Maghreb e in Cirenaica
- X. iris uclesiensis - presente nella penisola iberica